# Solo un ángel
Sólo un ángel es una película argentina de drama que se estrenó el 16 de junio de 2005, escrita y dirigida por Horacio Maldonado. 

## Argumento
Gonzalo Robles es un empresario exitoso que está casado con Camila y tienen un hijo llamado Maxi. Gonzalo posee una compañía constructora junto a sus socios Eduardo Burone y Bianca Pirot. Ellos tienen pensado construir una planta industrial. Pero un día, Gonzalo muere atropellado por un auto. En el cielo, se encuentra con Luis, un ángel que le informa que si Eduardo y Bianca construyen la planta, contaminarían el mundo por décadas. Por eso, Gonzalo, con ayuda de Luis y de Axel Martínez, un periodista, deberá impedir que la planta sea construida.

## Reparto
- Osvaldo Laport como Gonzalo Robles
- Cecilia Milone como Camila Robles
- Osvaldo Santoro como Luis Salvatierra
- Pablo Novak como Axel Martínez
- Rolo Puente como Jefe de Redacción
- Ramiro Blas como Eduardo Burone
- Marikena Riera como Bianca Pinet
- Humberto Serrano como Guillermo Zanone
- Leandro Pereyra como Maxi Robles
- Cristina Alves como Carla
- Gabriel Molinelli como Mafioso
- Federico D'Elía como Futuro esposo de Camila
- Gastón Pauls como Médico